# Gynoplistia persephoneia
Gynoplistia persephoneia är en tvåvingeart som beskrevs av Günther Theischinger 1993. Gynoplistia persephoneia ingår i släktet Gynoplistia och familjen småharkrankar. Inga underarter finns listade i Catalogue of Life.